# Wiener Porzellanmanufaktur
Wiener Porzellanmanufaktur var en porslinstillverkare 1718-1884, belägen i Wien, Österrike.
Wienfabriken anlades 1718 och blev därmed Europas andra fabrik, näst efter Meissenfabriken att tillverka äkta porslin. Grundaren var nederländaren Claudius Innocentius du Paquier. Som medhjälpare hade han Samuel Stölzel, en i fråga om råmaterial välorienterad porslinskeramiker, samt målaren och förgyllaren Christoph Konrad Hunger. Båda hade tidigare arbetat i Meissen. Redan 1720 återvände Stölzer till Meissen, medan Christoph Konrad Hunger flyttade vidare till Venedig. Paquier drev fabriken som ett privat företag fram till 1744, då den såldes till österrikiska staten. Som statlig fabrik börjades dess glansperiod, och en rad skickliga keramiker anställdes. Sjuårskriget innebar en nedgång för fabriken, som vid fredsslutet var konkursmässig. Ledningen hade nu övertagits av Konrad Sorgenthal, som kom att leda Wienfabriken in i en ny glansperiod, och gjorde Wienfabriken till Europas främsta porslinsfabrik.
Under 1800-talet förlorade fabriken dock snabbt betydelse och nedlades efter regeringsbeslut 1884.